# Reline Software
Reline Software (Eigenschreibweise reLINE Software) war ein deutsches Computerspielunternehmen. Es wurde 1987 in Hannover von Uwe Grabosch und Holger Gehrmann gegründet.
In den frühen Jahren übernahm man hauptsächlich Entwicklungsarbeiten für Golden Games und Magic Bytes. Gehrmann war dabei unter anderem für die Programmierung und die Musik der Spiele verantwortlich, während Mitgründer Grabosch die Grafiken zeichnete. Spätere Spiele wurden dann unter eigenem gleichnamigen Softwarelabel vertrieben. Zu den bekanntesten Titeln in den 1980er Jahren zählten Hollywood Poker Pro, Oil Imperium, Hard'n'Heavy, Crystal Hammer und Legend of Faerghail. Anfang der 1990er Jahre erschien Fate: Gates of Dawn.
Ab 1993 wurde das Softwarelabel von Holger Gehrmann und Olaf Patzenhauer weitergeführt. Es entstanden die Spiele Biing! sowie Biing! 2. Die bereits begonnene Produktion von Oil Imperium 2 wurde eingestellt. 2002 verschwand das Softwarelabel Reline Software. Dieter Eckhardt, der mit Holger Gehrmann bereits die Firma Golden Games gegründet hatte, reaktivierte das Label im Januar 2012 und veröffentlichte eine neue Version von Hollywood Poker für das Android-Betriebssystem.

## Spielekatalog (Auswahl)
- Biing!
- Biing! 2
- Fate: Gates of Dawn
- Legend of Faerghail
- Oil Imperium
- Western Games